# Corydalis longicornu
Corydalis longicornu är en vallmoväxtart som beskrevs av Franchet. Corydalis longicornu ingår i släktet nunneörter, och familjen vallmoväxter. Inga underarter finns listade i Catalogue of Life.